# Laetitia Zappa
Laetitia Wagner-Zappa, ledig Zappa (* 8. Juni 1974 in St. Moritz) war in den 1990er Jahren eine Schweizer Pornodarstellerin. Die Schauspielerin trat unter den Pseudonymen Shalimar und Cheyenne auf.

## Leben
Zappa wurde am 14. März 1996 durch den Dokumentarfilm Heidi im Pornoland bekannt. Durch den Film, den im Schweizer Fernsehen mehr als eine Million Zuschauer verfolgten, wurde sie auch im Ausland bekannt. In der Folge trat sie in Deutschland in über 15 Talkshows auf.
Sie hatte eine eineiige Zwillingsschwester, Stéphanie-Myriam Zappa (1974–2009), die mit 35 Jahren an einem Herzstillstand starb.
Zwischen 1994 und 1997 drehte sie rund 30 Pornofilme. Während dieser Zeit war Zappa mit Rocco Siffredi liiert; als Siffredi sie verliess, stieg sie aus dem Pornogeschäft aus. Die Filme mit Zappa in der Hauptrolle verkauften sich in den 1990er-Jahren mehr als 100'000 mal.
Nach der Karriere als Pornodarstellerin führte sie verschiedene Modeboutiquen in Zürich.

## Filmographie
- Heidi im Pornoland TV-Dokumentarfilm von Alain Godet, 1996[2]
- Mozart, Multi Media Verlag
- The very best of Läthitia, Multi Media Verlag, zusammen mit Rocco Siffredi
- Das Frauengefängnis, Multi Media Verlag
- Best of Rocco, Multi Media Verlag, zusammen mit Rocco Siffredi
- Rocco - Exzesse im Kloster, Multi Media Verlag
- Anal Paprika, Tabu Love
- Dolce Vita Hotel, Privatfilm
- Fantasmes en Ete, Marc Dorcel
- Never Say Never To Rocco Siffredi, Evil Angel/Empire, zusammen mit Rocco Siffredi.
- Robin Hood, Multi Media Verlag
- X Hamlet, Tip Top Entertainment
- Best of Rocco 2, Multi Media Verlag
- Midnight Obsession, Tip Top Entertainment
- Operation Sex, Tip Top Entertainment
- The Barone Von Masoch, Tip Top Entertainment
- Sexy Treasure Chase Show, Tip Top Entertainment
- Marquis De Sade, Multi Media Verlag
- Paprika, Tip Top Entertainment
- Juliet & Romeo, Tip Top Entertainment
- Amadeus Mozart, Tip Top Entertainment
- Anal Palace, Tip Top Entertainment
- The Marquis de Sade , Tip Top Entertainment
- Robin Thief of Wives, Tip Top Entertainment
- Sex Penitentiary, Tip Top Entertainment